# 황병태
황병태(黃秉泰, 1935년 2월 20일~)는 대한민국의 공무원, 대학총장, 정치인이다. 제13·15대 국회의원을 지냈다.
경상북도 예천 출생이지만 국민학교를 졸업하자마자 경상북도 예천군을 떠나 경상북도 대구에서 중·고등학교를 다녔다. 서울대를 나온 후 고시 등을 통하여 공직 생활 시작하였다. 외무부, 상무부, 경제기획원(국장)으로 근무하였으며,  이후 한국외국어대학교 총장으로 있다가 김영삼의 외부 영입으로 정치에 입문하였다.
1988년 제13대 총선에서 서울 강남구 갑에서 당선되었다. 1992년 제14대 총선에서는 같은 강남구 갑에 출마, 낙선하였다. 1996년 제15대 총선에서는 경북 문경시·예천군에 출마하여 당선되었다.

## 학력
- 감천국민학교 졸업
- 대구농림중학교 졸업
- 영남고등학교 졸업
- 서울대학교 상과대학 경제학과 학사
- 미국 하버드 대학교 대학원 행정학 석사
- 미국 캘리포니아 대학교 버클리 대학원 정치학 박사

## 약력
- 외무부 서기관
- 상공부 수출과 사무관
- 경제기획원 공공차관과장
- 경제기획원 경제협력국장
- 경제기획원 조사통계국장
- 경제기획원 자문위원
- 경제기획원 운영차관보
- 한국개발연구원(KDI) 연구위원
- 동국제강 사장
- 한국외국어대학교 정치학과 교수
- 한국외국어대학교 총장
- 한국외국어대학교 정책과학대 교수
- 통일민주당 부총재
- 통일민주당 김영삼 총재 특별보좌역
- 통일민주당 정책위원회 의장
- 제13대 국회의원(서울 강남구 갑, 통일민주당→민주자유당, 초선)
- 민주자유당 당무위원
- 제2대 주중대사
- 제15대 국회의원(경상북도 문경시·예천군, 신한국당→한나라당, 재선)
- 제4대 경산대학교 총장
- 제4대 대구한의대학교 총장

## 역대 선거 결과
|  | 27.03% |

|  | 30.33% |

|  | 34.77% |

## 소속 정당
| 소속 정당 | 소속 정당  | 소속 기간 | 비고           |
| --------- | ---------- | --------- | -------------- |
|           | 신한민주당 | 1986~1987 | 정계 입문      |
|           | 무소속     | 1987      | 탈당           |
|           | 통일민주당 | 1987~1990 | 창당           |
|           | 민주자유당 | 1990~1993 | 합당           |
|           | 무소속     | 1993~1995 | 탈당           |
|           | 신한국당   | 1995~1997 | 복당           |
|           | 한나라당   | 1997~2000 | 합당           |
|           | 무소속     | 2000      | 탈당           |
|           | 민주국민당 | 2000~2002 | 창당           |
|           | 무소속     | 2002~현재 | 탈당 정계 은퇴 |

## 같이 보기
- 강남구 갑
- 서울 강남구의 국회의원
- 문경시·예천군
- 문경시의 국회의원
- 예천군의 국회의원
- 대한민국의 통계청장
- 대한민국의 기획재정부 차관보
- 주중대사